# Николай Кашев
Николай Кашев е български художник от Македония.

## Биография
Роден е през 1941 година в неврокопското село Лещен. Мести се да живее в симитлийското село Черниче, където се установява. Той е уважаван художник, учител и общественик. За множеството си заслуги става почетен гражданин на Симитли. Автор е на множество изложби. Николай Кашев отваря първата галерия в Черниче.